# مصطفى الصاوي الجويني
مصطفى الصاوي الجويني مؤلف مصري وأستاذ سابق في بكلية الآداب في جامعة الإسكندرية، وهو أيضاً أستاذ الدراسات الإسلامية والنقدية بكلية بنات عين شمس، قدم عدة دراسات أدبية، وألف العديد من الكتب عن سير الصحابة والفرسان ومن أهمها: «سيرة صهيب الرومي» «سيرة الشنفرى» و «سيرة عروة بن الورد» و«معارف من السيرة النبوية» و«البلاغة العربية» و«أدب الأطفال».